# Scottish League Cup 2009/10
Der Scottish League Cup wurde 2009/10 zum 64. Mal ausgespielt. Der schottische Ligapokal, der unter den Teilnehmern der Scottish Football League und der Scottish Premier League ausgetragen wurde, begann am 1. August 2010 und endete mit dem Finale am 21. März 2010 im Hampden Park von Glasgow. Als Titelverteidiger startete Celtic Glasgow in den Wettbewerb, das sich im Vorjahresfinale gegen die Glasgow Rangers im Old Firm durchgesetzt hatte. Im diesjährigen Endspiel trafen die Rangers auf den FC St. Mirren. Die Rangers gewannen zum 26. Mal den Titel.

## 1. Runde
Ausgetragen wurden die Begegnungen am 1. August 2009.
|                              | Ergebnis              |                      |
| ---------------------------- | --------------------- | -------------------- |
| Airdrie United               | 0:0 n. V. (3:4 i. E.) | Alloa Athletic       |
| Albion Rovers                | 3:0                   | FC Livingston        |
| Brechin City                 | 4:0                   | Elgin City           |
| FC Clyde                     | 1:3                   | Forfar Athletic      |
| FC Cowdenbeath               | 1:3                   | Greenock Morton      |
| FC Dumbarton                 | 0:5                   | Dunfermline Athletic |
| FC Dundee                    | 5:0                   | FC Stranraer         |
| FC East Fife                 | 2:3                   | Raith Rovers         |
| Inverness Caledonian Thistle | 4:0                   | Annan Athletic       |
| Partick Thistle              | 5:1                   | Berwick Rangers      |
| FC Peterhead                 | 0:3                   | FC Arbroath          |
| FC Queen’s Park              | 1:4                   | Queen of the South   |
| Ross County                  | 5:0                   | FC Montrose          |
| FC Stenhousemuir             | 0:5                   | FC St. Johnstone     |
| Stirling Albion              | 1:2 n. V.             | Ayr United           |
| FC East Stirlingshire        | 3:6                   | FC St. Mirren        |

## 2. Runde
Ausgetragen wurden die Begegnungen am 25. und 26. August 2009.
|                              | Ergebnis |                     |
| ---------------------------- | -------- | ------------------- |
| Alloa Athletic               | 0:2      | Dundee United       |
| Forfar Athletic              | 2:4      | FC Dundee           |
| Inverness Caledonian Thistle | 4:1      | Albion Rovers       |
| FC Kilmarnock                | 3:1      | Greenock Morton     |
| Partick Thistle              | 1:2      | Queen of the South  |
| Ross County                  | 2:1      | Hamilton Academical |
| FC Arbroath                  | 0:6      | FC St. Johnstone    |
| Ayr United                   | 0:2      | FC St. Mirren       |
| Dunfermline Athletic         | 3:1      | Raith Rovers        |
| Hibernian Edinburgh          | 3:0      | Brechin City        |

## 3. Runde
Ausgetragen wurden die Begegnungen am 22. und 23. September 2009.
|                     | Ergebnis  |                              |
| ------------------- | --------- | ---------------------------- |
| FC Dundee           | 3:2 n. V. | FC Aberdeen                  |
| Hibernian Edinburgh | 1:3       | FC St. Johnstone             |
| FC Kilmarnock       | 1:2       | FC St. Mirren                |
| FC Motherwell       | 3:2 n. V. | Inverness Caledonian Thistle |
| Ross County         | 0:2       | Dundee United                |
| FC Falkirk          | 0:4       | Celtic Glasgow               |
| Heart of Midlothian | 2:1       | Dunfermline Athletic         |
| Queen of the South  | 1:2       | Glasgow Rangers              |

## Viertelfinale
Ausgetragen wurden die Begegnungen am 27. und 28. Oktober 2009.
|                  | Ergebnis |                     |
| ---------------- | -------- | ------------------- |
| FC Dundee        | 1:3      | Glasgow Rangers     |
| FC St. Johnstone | 2:1      | Dundee United       |
| FC St. Mirren    | 3:0      | FC Motherwell       |
| Celtic Glasgow   | 0:1      | Heart of Midlothian |

## Halbfinale
Ausgetragen wurden die Begegnungen am 3. und 4. Februar 2010.
|                 | Ergebnis |                     |
| --------------- | -------- | ------------------- |
| Glasgow Rangers | 2:0      | FC St. Johnstone    |
| FC St. Mirren   | 1:0      | Heart of Midlothian |

## Finale
| FC St. Mirren                                                   | FC St. Mirren | Glasgow Rangers | Glasgow Rangers |
| --------------------------------------------------------------- | --- | --- | --------------- |
| FC St. Mirren                                                   | \| 21. März 2010 um 15:00 Uhr (Ortszeit) in Glasgow (Hampden Park) \| \| Ergebnis: 0:1 (0:0) \| \| Zuschauer: 44.538 \| \| Schiedsrichter: Craig A. Thomson \| \| Spielbericht \|                                                                 | \| 21. März 2010 um 15:00 Uhr (Ortszeit) in Glasgow (Hampden Park) \| \| Ergebnis: 0:1 (0:0) \| \| Zuschauer: 44.538 \| \| Schiedsrichter: Craig A. Thomson \| \| Spielbericht \|                                                               | Glasgow Rangers |
| FC St. Mirren                                                   | Paul Gallacher – David Barron, Lee Mair, John Potter , Jack Ross – Graham Carey, Hugh Murray (60. Andy Dorman), Garry Brady (85. Stephen O’Donnell), Steven Thompson, Billy Mehmet (70. Craig Dargo) – Michael Higdon Cheftrainer: Gus MacPherson | Neil Alexander – David Weir , Saša Papac, Steven Whittaker, Danny Wilson, Lee McCulloch – Steven Davis (46. Maurice Edu), Kevin Thomson, Kris Boyd (79. Steven Naismith), Nacho Novo (89. Steven Smith), Kenny Miller Cheftrainer: Walter Smith | Glasgow Rangers |
| FC St. Mirren                                                   | 0:1 Kenny Miller (84.) | | Glasgow Rangers |
| FC St. Mirren                                                   | Hugh Murray, Lee Mair, Garry Brady | Steven Whittaker, Lee McCulloch, Kenny Miller | Glasgow Rangers |
| FC St. Mirren                                                   | Kevin Thomson, Danny Wilson | | Glasgow Rangers |
| 21. März 2010 um 15:00 Uhr (Ortszeit) in Glasgow (Hampden Park) | | |                 |
| Ergebnis: 0:1 (0:0)                                             | | |                 |
| Zuschauer: 44.538                                               | | |                 |
| Schiedsrichter: Craig A. Thomson                                | | |                 |
| Spielbericht                                                    | | |                 |